# Powellinia bialbifasciata
Powellinia bialbifasciata là một loài bướm đêm trong họ Noctuidae.